# Chlorcyclizine
Clorcyclizine (Di-Paralene, Mantadil, Pruresidine, Trihistan) là thuốc kháng histamine thế hệ đầu tiên của nhóm diphenylmethylpiperazine được bán ở Hoa Kỳ và một số quốc gia khác. Nó được sử dụng chủ yếu để điều trị các triệu chứng dị ứng như viêm mũi, nổi mề đay và ngứa, và cũng có thể được sử dụng như một chất chống nôn. Ngoài tác dụng kháng histamine, chlorcyclizine còn có một số đặc tính chống cholinergic, antiserotonergic và gây tê cục bộ. Nó cũng đã được nghiên cứu như là một điều trị tiềm năng cho bệnh viêm gan C. 